# Cohani, Bihor
Cohani (germană Kochlan,maghiară Berettyókohány) este un sat în comuna Abram din județul Bihor, Crișana, România.

## Istoric
Denumiri succesive: 1454 Kolyan, 1489 Kohan, 1625 Kohani, 1692 Kohany, 1828 Kohány, 1851 Luki-Kohány, Ityiv-si-Koháni, 1913 Berretyókohány.  1965 Cohan